# サワギキョウ
サワギキョウ（沢桔梗、学名：  Lobelia sessilifolia ）はキキョウ科ミゾカクシ属の多年草。美しい山野草であるが、全体に毒性の強いアルカロイドを持つ有毒植物としても知られる。

## 特徴
茎の高さは50cmから100cmになり、枝分かれしない。葉は無柄で茎に互生し、形は披針形で、縁は細かい鋸歯状になる。
花期は8月から9月頃で、濃紫色の深く5裂した唇形の花を茎の上部に総状に咲かせる。花びらは上下2唇に分かれ、上唇は鳥の翼のように2裂し、下唇は3裂する。萼は鐘状で先は5裂する。キキョウと同じく雄性先熟で、雄しべから花粉を出している雄花期と、その後に雌しべの柱頭が出てくる雌花期がある。

## 分布と生育環境
北海道、本州、四国、九州に分布し、山地の湿った草地や湿原などに自生する。普通、群生する。

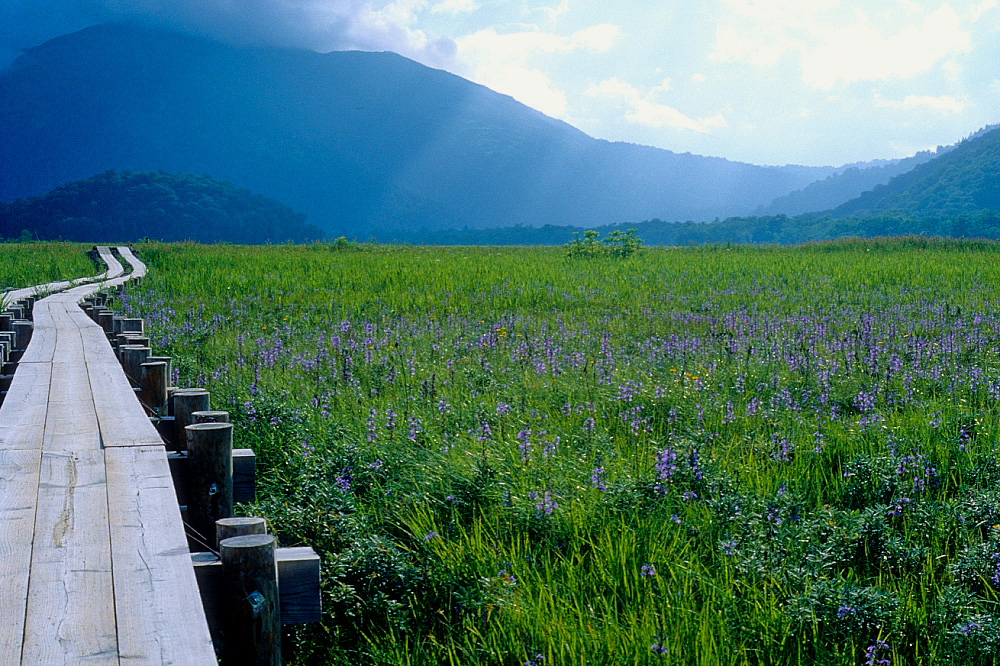

## 近縁種
他のキキョウ類とは花形が全く異なる。
同属は世界に200種あり、大柄な植物も多いが、日本には4種しかない。小笠原諸島には低木状になるオオハマギキョウ(L. boninensis Koidz.)があるが、日本本土には以下の種が普通。
- ミゾカクシ 溝隠、Lobelia chinensis

水田雑草として普通で、背の低い草である。近縁種が琉球列島にある。
- ロベリア Lobelia erinus

## 毒草
サワギキョウは毒草としても知られる。麻酔などの効能を薬草として利用された例もあるが、危険が大きいようである。
横溝正史の長編推理小説『悪魔の手毬唄』では「お庄屋殺し」の名で殺人に使用されている（トリカブトに変更された映像作品もある）。